# Velšská národní opera
Velšská národní opera (anglicky Welsh National Opera) je operní společnost sídlící v Cardiffu, hlavním městě Walesu. Založil ji v roce 1943 dirigent Idloes Owen a od roku 2004 je jejím sídlem kulturní centrum Wales Millennium Centre (dříve sídlila například v New Theatre). Mimo Cardiff vystupuje například ve velšských městech Swansea a Llandudno, ale také v Anglii. Až do roku 1970 společnost využívala služeb různých orchestrů z celé země, toho roku vznikl zdejší stálý orchestr. Současným hudebním ředitelem je český dirigent Tomáš Hanus.

## Hudební ředitelé
- Idloes Owen (1943–1952)
- Leo Quayle (1952–1953)
- Frederick Behrend (1953–1955)
- Vilém Tauský (1955)
- Warwick Braithwaite (1956–1961)
- Charles Groves (1961–1963)
- Bryan Balkwill (1963–1966)
- James Lockhart (1968–1973)
- Richard Armstrong (1973–1986)
- Charles Mackerras (1987–1992)
- Carlo Rizzi (1992–2001, 2004–2007)
- Tugan Sochijev (2003–2004)
- Lothar Koenigs (2009–2016)
- Tomáš Hanus (2016–)